# クリスティアン・リガノ
クリスティアン・リガノ（Christian Riganò, 1974年5月25日 - ）は、イタリア・リーパリ出身の元サッカー選手、現サッカー指導者。現役時代のポジションはFW。

## 経歴
メッシーナの北にある世界遺産エオリア諸島のリーパリに生まれる。1993年、19歳の時に地元のクラブに加入し、4年間（実働は3年間）安定した成績を上げてFCメッシーナに移籍。しかし同クラブでは目立った結果を出せず、同じシチリア島のクラブであるFCイジェア・ヴィルトゥス・バルチェッローナに移籍。
2000年に初めてイタリア本土に渡り、プッリャ州に本拠地を置くターラントFC1927へ加入。2年間で41得点とセリエCでは別格の能力を示す。2002年に新設されたフロレンティア・ヴィオラ へ移籍。ほぼ1試合に1ゴールというペースでゴールを量産し、セリエC2優勝の原動力となる。
翌シーズンに特例としてセリエBに一気に昇格し、新たにACFフィオレンティーナを名乗ることになったクラブの中核として23得点を挙げ、プレーオフ進出に貢献する。シーズン終盤に発症した怪我の為、ペルージャ・カルチョとのプレーオフに出場することは出来なかったが、代役エンリコ・ファンティーニのゴールで試合を制し、クラブはセリエA昇格を果たした。
2004-05シーズン、クラブはセリエB時代の選手と新しく大量に獲得した選手たちのマッチングに最後まで苦しんだが、自身は30歳で初めてトップレベルでプレーし控え中心の起用ながら3ゴールを挙げた。なお、新生フィオレンティーナのセリエAデビュー戦となったASローマ戦でキャプテンマークを巻いた。
2005-06シーズンはエンポリFCにレンタル移籍。ゴール数は少ないながらも前線のポストプレイヤーとしての役割を果たし、数多くの試合に出場した。
2006-07シーズンはメッシーナに完全移籍で復帰。10月にはゴールランキングのトップを走る活躍であった。故障で2ヶ月以上出場できない時期があったが、3月に復帰。最終的には27試合出場19得点の成績でランキング単独3位となった。
2007-08シーズンはメッシーナのセリエB降格に伴い、リーガ・エスパニョーラのレバンテUDへ移籍し初めて国外リーグでプレー。序盤はチームに馴染めなかったがハットトリックを達成するなど調子を上げ、前半戦を終えて4ゴールをマーク。しかし、クラブの給料未納や同胞のジャンニ・デ・ビアージ監督の更迭、ブルーノ・チリッロやマルコ・ストラーリら主力の退団などの憂き目に遭い、自身も冬のマーケットでACシエーナへのレンタル移籍が決定、シーズン終了を待たずにイタリアへと帰国することになった。
シエーナでは1ゴールに終わり、2008-09シーズンはセリエC1のテルナーナ・カルチョへと移籍、5年振りに下部リーグでプレーすることとなった。2014-15シーズン限りで現役を引退した。

## 指導歴
2015年10月より、引退時の所属クラブであるASDICインチーザで指揮を執ることが発表された。

## タイトル

### クラブ
リーパリ
- プロモツィオーネ: 1995-96

メッシーナ
- セリエD : 1997-98

イジェア・ヴィルトゥス
- セリエD : 1999-00

ターラント
- セリエC2 : 2000-01

フロレンティア・ヴィオラ
- セリエC2 : 2002-03

### 個人
- セリエC1得点王 : 2001-02（27得点）
- セリエC2得点王 : 2002-03（30得点）